# Prasophyllum cyphochilum
Prasophyllum cyphochilum är en orkidéart som beskrevs av George Bentham. Prasophyllum cyphochilum ingår i släktet Prasophyllum och familjen orkidéer. Inga underarter finns listade i Catalogue of Life.